# Nangerang (Binong)
Nangerang is een bestuurslaag in het regentschap Subang van de provincie West-Java, Indonesië. Nangerang telt 3503 inwoners (volkstelling 2010).